# Bogdan Raczynski

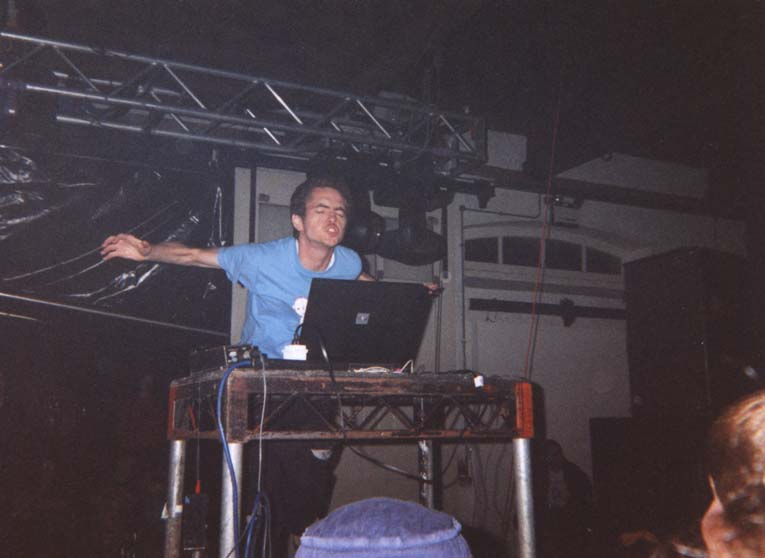
Bogdan Raczynski

Bogdan Raczynski is een Pools elektronischemuziekartiest.
Raczynski werd geboren in 1977 in Polen maar groeide op in Noord-Amerika en emigreerde later naar Engeland. Zijn debuutalbum kwam uit in 1999 op Rephlex Records. In 2005 maakte hij met Björk de 12" Who Is It (Shooting Stars and Asteroids Mix). Raczynski trad onder andere op op Dour Festival en in Nederland in Tivoli de Helling, de Melkweg en op Langweiligkeit Festival.